# 巨口鱼
巨口鱼（学名：Stomias affinis），又名貢氏巨口魚，为巨口鱼科巨口鱼属的鱼类。分布于大西洋、印度洋和太平洋暖海区、台湾岛以及南海、东海等海域。该物种的模式产地在加勒比海。